# Nebuloasa Inel
Nebuloasa Inel (catalogată și sub numele de Messier 57, M57 și NGC 6720) este o nebuloasă planetară din constelația nordică Lira. O astfel de nebuloasă se formează atunci când o stea, în timpul ultimelor etape ale evoluției sale înainte de a deveni o pitică albă, expulzează un vast înveliș luminos de gaz ionizat în spațiul interstelar înconjurător.